# Thieffry
Thieffry – stacja metra w Brukseli, na linii 5. Nazwa stacji pochodzi od belgijskiego lotnika Edmonda Thieffry. Zlokalizowana jest pomiędzy stacjami Merode i Pétillon. Została otwarta 20 września 1976. Stacja metra znajduje się w gminie Etterbeek. Do kwietnia 2009, do czasu reorganizacji metra, stacja znajdowała się na linii 1A.